# Бір (заповідне урочище, Харківська область)
Бір — заповідне урочище місцевого значення в Україні. Об'єкт природно-заповідного фонду Харківської області. 
Розташований на території Балаклійського району Харківської області, на схід від села Петрівське. 
Площа 734 га. Статус присвоєно згідно з рішенням облвиконкому від 03.12.1984 року № 562. Перебуває у віданні ДП «Ізюмське лісове господарство» (Завгороднівське л-во, кв. 635—648). 
Статус присвоєно для збереження лісового масиву на мальовничих ландшафтах долини річки Сіверський Донець, у місці впадіння до неї річки Береки. Зростають штучно створені соснові насадення віком до 70 років.